# Canadelo
Canadelo ist ein Ort und eine ehemalige Gemeinde im Norden Portugals.
Canadelo gehört zum Kreis Amarante im Distrikt Porto. Die Gemeinde hatte eine Fläche von 12,9 km² und hat 121 Einwohner (Stand 30. Juni 2011).

Lage der ehemaligen Gemeinde im Kreis Amarante bis September 2013

Am 29. September 2013 wurden die Gemeinden Canadelo und Olo zur neuen Gemeinde União das Freguesias de Olo e Canadelo zusammengefasst.